# Hans Johnfors
Karl Hans Åke Johnfors, född 1 juni 1941 i Kalmar, är en svensk målare och grafiker verksam i Marsvinsholm utanför Ystad. Johnfors utbildade sig vid Grafikskolan Forum för Bertil Lundberg mellan åren 1972 och 1977. Han arbetar främst med grafik och oljemåleri. Han är en av grundarna till De Fria Skånekonstnärerna.

## Separatutställningar
- Galeri Nordvästen, Helsingborg 1973
- Kalmar konstmuseum 1975
- Ateljé Grafica, Galerie Leger, Malmö 1975
- De Unga, Stockholm 1978, 1982 och 1985
- Galerie Uddenberg, Göteborg 1979
- Galleri Eklund, Umeå 1984
- Gallerie Viktoria, Göteborg 1987
- Lilla Konstsalongen, Malmö 1993
- Tranås Konsthall, Tranås 1994
- Karlshamns Konsthall, Karlshamn 1995
- Retrospektiv utställning (1969–1999) Trelleborgs Museum 1999
- Stadsgalleriet, Halmstad 2000
- Bohusgalleriet, Uddevalla, 2001
- Galleri Maua, Ystad, 2001
- Aoséum, Åhus, 2002
- Falsterbo Konsthall, 2002

## Samlingsutställningar (urval)
- Folkets hus, Malmö (De Fria Skånekonstnärerna), 1967
- Skånes konstförening, 1969–1972, 1974, 1977, 1979
- Liljevalchs Vårsalong, 1969, 1971
- Vikingsbergs Konstmuseum, 1969–1971, 1973, 1975–1976, 1978, 1980–1981, 1983–1985
- Vår- och höstutställning, Charlottenborg, Köpenhamn 1978
- International Biennial of Graphic Art, Ljubljana, Jugoslavien 1981
- X Bienal Internacional Ibiza Grafic, Ibiza 1982 samt i Palma de Mallorca, Barcelona och Madrid
- Premio Internazionale Biella Perlincisione, Italien 1983–1984
- 12:th International Print Biennale Krakow och Katowice, Polen 1988
- The 15:th International Independent Exhibition of prints Kanagawa Yokohama, Japan 1989
- 2:nd International Exhibition of Graphic Art and Poster, 4:th Block, Kharkiv, Ukraina 1994

## Representerad (urval)
- Borås konstmuseum
- Malmö museum
- Helsingborgs museum
- Kalmar konstmuseum[1]
- Ystads konstmuseum
- Trelleborgs museum
- Statens konstråd
- Ekerö kulturförvaltning

## Offentliga utsmyckningar
- Psykiatriska Mottagningen och Dagvården vid Simrishamns Sjukhus, 1988.